# ФРГ на зимних Олимпийских играх 1976
ФРГ принимала участие в Зимних Олимпийских играх 1976 года в Инсбруке (Австрия) во второй раз, и завоевала одну бронзовую, одну серебряную и три золотые медали. Сборную страны представляли 19 женщин.
| ФРГ на олимпиаде 1976 года в Инсбруке | ФРГ на олимпиаде 1976 года в Инсбруке | ФРГ на олимпиаде 1976 года в Инсбруке | ФРГ на олимпиаде 1976 года в Инсбруке | ФРГ на олимпиаде 1976 года в Инсбруке |
| Медали                                | Спортсмены | Вид спорта                            | Дисциплина                            | Результат                             |
| ------------------------------------- | --- | ------------------------------------- | ------------------------------------- | ------------------------------------- |
| Золото                                | Рози Миттермайер | Горнолыжный спорт                     | скоростной спуск, женщины             |                                       |
| Золото                                | Рози Миттермайер | Горнолыжный спорт                     | слалом, женщины                       |                                       |
| Серебро                               | Ханс Бранднер Бальтазар Шварм | Санный спорт                          | мужчины                               | 1.25,889                              |
| Серебро                               | Йозеф Фендт | Санный спорт                          | мужчины                               | 3.28,196                              |
| Серебро                               | Урбан Хеттих | Лыжное двоеборье                      | мужчины                               | 418,90                                |
| Серебро                               | Рози Миттермайер | Горнолыжный спорт                     | Гигантский слалом, женщины            |                                       |
| Серебро                               | Вольфганг Циммерер Манфред Шуман | Бобслей                               | двойки                                | 3.44,99                               |
| Бронза                                | Элизабет Демляйтер | Санный спорт                          | женщины                               | 2.51,056                              |
| Бронза                                | Вольфганг Циммерер Петер Уцшнайдер Бодо Битнер Манфред Шуман | Бобслей                               | четвёрки                              | 3.41,37                               |
| Бронза                                | Эрих Вайсхаупт, Антон Келе, Игнац Бернданер, Клаус Аухубер, Удо Кисслинг, Рудольф Таннер, Йозеф Фёльк, Штефан Метц, Эрик Кюнхакль, Эрнст Кёпф, Лоренц Функ, Мартин Хинтерштоккер, Райнер Филипп, Алоиз Шлодер, Вальтер Кёберле, Вольфганг Боос, Ференц Фоцар, Франц Райндль | Хоккей                                | Хоккей                                |                                       |